# Męczeństwo św. Mateusza
Męczeństwo św. Mateusza (oryg. wł. Martirio di San Matteo) – obraz olejny Caravaggia powstały w latach 1599–1600.

## Okoliczności powstania obrazu
Męczeństwo św. Mateusza, podobnie jak Powołanie św. Mateusza i Święty Mateusz i anioł, zostały namalowane przez Caravaggia dla kaplicy kardynała Contarelliego w kościele San Luigi dei Francesi. Kardynał, którego prawdziwe nazwisko brzmiało Mathieu Cointrel, zakupił tę kaplicę, by sfinansować wykonanie w niej zespołu fresków przedstawiających życie jego patrona, świętego Mateusza. Nie dożył jednak zakończenia prac. Według pierwotnego zamówienia dekoracje na ścianach bocznych kaplicy miał wykonać Cavaliere d'Arpino, autor kompozycji Wskrzeszenie córki króla zlokalizowanej na sklepieniu pomieszczenia. Nie są znane powody, dla których d’Arpino wycofał się z tego zamówienia. O przejęcie go po nim zabiegało wielu malarzy rzymskich, jednak dzięki protekcji bankiera Giustaniniego i kardynała del Monte to Caravaggio podpisał 25 czerwca 1599 kontrakt na wykonanie brakujących fresków.
Po obejrzeniu kaplicy Caravaggio zaproponował zastąpienie zamówionych kompozycji naściennych obrazami na płótnie. Miało to związek z faktem, iż kaplica mimo prowadzonych w niej prac miała pozostać czynna i ustawianie w niej rusztowań na potrzeby pracy malarskiej mogło poważnie utrudnić korzystanie z niej. Rozwiązanie tego rodzaju nie miało precedensu, jednak koncepcja Caravaggia została przyjęta. Artysta traktował zamówienie bardzo prestiżowo. Badania płótna promieniami Rentgena, przeprowadzone przez Lionela Venturiego, wykazały, że autor długo nie mógł zdecydować się na ostateczny kształt kompozycji, kilkakrotnie dokonując jej poważnych zmian.

## Opis
Obraz przedstawia śmierć św. Mateusza zgodnie z legendą, według której święty został zamordowany przy ołtarzu przez oprawców nasłanych przez króla etiopskiego, któremu Mateusz uniemożliwił uwiedzenie jego krewnej – zakonnicy. W centralnym punkcie kompozycji Caravaggio umieścił leżącego na ziemi świętego w szatach kapłańskich, którego przytrzymuje za prawą rękę oprawca z mieczem w dłoni. Po obydwu stronach sceny męczeństwa widoczni są przerażeni świadkowie śmierci Mateusza, którzy, dramatycznie gestykulując, odsuwają się od zabójcy. Jedna z postaci w tle ma rysy twarzy samego Caravaggia. Z obłoków tymczasem spływa anioł, wręczając Mateuszowi palmę męczennika.

## Recepcja
Obraz zrobił na publiczności ogromne wrażenie ze względu na realistyczne przedstawienie bohaterów i potęgę przedstawionych na nim emocji. Inni malarze rzymscy publicznie uznawali jednak dzieło za słabe. Jeden z rywali Caravaggia, Tadeo Zuccari, określił obraz jako burzę w szklance wody i stwierdził, że dostrzega w dziele jedynie naśladownictwo twórczości Giorgione’a. Późniejsi krytycy sztuki podkreślali jednak oryginalność obrazu w porównaniu z wcześniejszymi ujęciami tematu, świadome odrzucenia przez Caravaggia obowiązujących konwencji i mistrzowskie posługiwanie się światłocieniem.